# Associació d'Acadèmies de la Llengua Espanyola

Països del món on existeix una acadèmia de la llengua espanyola.

L'Associació d'Acadèmies de la Llengua Espanyola (en castellà: Asociación de Academias de la Lengua Española) va ser creada a Mèxic l'any 1951 i està integrada per les 22 acadèmies de la llengua espanyola existents en el món.

## Història
Per iniciativa de Miguel Alemán, president de Mèxic, es convocà el Primer Congrés d'Acadèmies amb el propòsit de treballar en unió per la integritat i creixement de l'idioma castellà. Aquest es realitzà entre el 23 d'abril i el 6 de maig de 1951, i s'instituí l'Associació i la seva Comissió Permanent. En aquesta primera reunió no va estar present la Reial Acadèmia Espanyola, però sí que hi va participar en la Comissió Permanent. Des del Segon Congrés celebrat el 1956 a Madrid la RAE hi participa regularment.
Aquesta col·laboració entre la RAE i les acadèmies de la llengua s'expressa en la coautoria, a partir de la 22a edició (2001), del Diccionario de la Real Academia Española i l'Ortografia en la seva edició de 1999, considerada una obra pan-hispana. Així mateix l'Associació pren part, també, en la de la Gramàtica i l'elaboració d'un Diccionari d'americanismes.
Des de 2000 organitza l'Escola de Lexicografia Hispànica que compta amb beques atorgades per un conveni entre la RAE i la Fundació Carolina per a la formació d'experts en lexicografia de l'espanyol.
L'Associació, al costat de la Reial Acadèmia Espanyola, va ser guardonada amb el Premi Príncep d'Astúries de la Concòrdia l'any 2000 amb motiu dels seus esforços de col·laboració i consens.

## Organització
L'Associació realitza un Congrés cada 4 anys. La direcció de l'Associació correspon a la Comissió Permanent, integrada per un president (càrrec ocupat pel director de la RAE), un secretari general (que recau en un acadèmic llatinoamericà escollit pel congrés), el tresorer de la RAE i 4 vocals de les acadèmies associades que s'alternen anualment.
Des de 1960, en el Tercer Congrés d'Acadèmies celebrat a Bogotà, Colòmbia, s'aprova un conveni multilateral pel qual els governs dels països que compten amb una acadèmia de la llengua es comprometen a donar-li suport i dotar-la dels mitjans físics i financers per a la realització de les seves activitats. Mesures que també s'apliquen a l'Associació d'Acadèmies de la Llengua Espanyola.

## Acadèmies integrants
Les següents Acadèmies de la Llengua Espanyola integren l'Associació (per any de creació): 
- Real Academia Española (1713)
- Acadèmia Colombiana de la Llengua (1871)
- Acadèmia Equatoriana de la Llengua (1874)
- Acadèmia Mexicana de la Llengua (1875)
- Acadèmia Salvadorenya de la Llengua (1876)
- Acadèmia Veneçolana de la Llengua (1883)
- Acadèmia Xilena de la Llengua (1885)
- Acadèmia Peruana de la Llengua (1887)
- Acadèmia Guatemalteca de la Llengua (1887)
- Acadèmia Costa-riquenya de la Llengua (1923)
- Acadèmia Filipina de la Llengua Espanyola (1924)
- Acadèmia Panamenya de la Llengua (1926)
- Acadèmia Cubana de la Llengua (1926)
- Acadèmia Paraguaiana de la Llengua Espanyola (1927)
- Acadèmia Dominicana de la Llengua (1927)
- Acadèmia Boliviana de la Llengua (1927)
- Acadèmia Nicaragüenca de la Llengua (1928)
- Acadèmia Argentina de les Lletres (1931)
- Acadèmia Nacional de Lletres de l'Uruguai (1943)
- Acadèmia Hondurenya de la Llengua (1949)
- Acadèmia Porto-riquenya de la Llengua Espanyola (1955)
- Acadèmia Nord-americana de la Llengua Espanyola (1973) - integra l'Associació des de 1980.